# WR 102ka
Désignations
WR 102ka, également appelée l'étoile pivoine est une étoile Wolf-Rayet qui est l'une des quelques candidates au titre de l'étoile la plus lumineuse connue de la Voie lactée. L'étoile plus proche Eta Carinae, qui fut la deuxième étoile la plus brillante du ciel pendant quelques années au XIXe siècle, paraît être un peu plus lumineuse que WR 102ka, mais elle est connue pour être une étoile binaire. Il y a également l'étoile du Pistolet plus récemment découverte qui, comme l'étoile pivoine, tire son nom de la forme de la nébuleuse qui l'entoure et qui fut probablement créée par l'importante perte de masse due aux puissants vents stellaires et peut être aussi par les fortes éruptions de type « mini-supernova », comme cela arriva à Eta Carinae dans les années 1830 à 1840, créant les lobes observés par le télescope spatial Hubble.
Les luminosités de l'étoile du Pistolet, d'Eta Carinae et de WR 102ka sont toutes rendues quelque peu incertaines par le fort obscurcissement créé par la poussière galactique en avant-plan, dont les effets doivent être corrigés avant que leur luminosité apparente puisse être utilisée pour estimer la puissance totale émise, ou « luminosité bolométrique ».
Eta Carinae et WR 102ka vont très probablement exploser en supernovas ou en hypernovas d'ici à quelques millions d'années.
Comme c'est le cas pour ces étoiles extrêmement massives et lumineuses, elles ont toutes deux expulsé une part considérable de leur masse initiale, celle atteinte lors de leur formation, sous forme de vents stellaires denses et massifs.
WR 102ka étant située près du centre galactique, elle est la plus éloignée et la plus fortement obscurcie des deux et est quasi totalement obscurcie dans les longueurs d'onde visibles. Elle doit donc être observée aux longueurs d'onde plus grandes de l'infrarouge, qui sont capables de traverser la poussière. Le télescope spatial Spitzer a observé WR 102ka aux longueurs d'onde de 3,6 µm, 8 µm et 24 µm le 20 avril 2005. Les observations furent réalisés par L. Oskinova, W.-R. Hamann et A. Barniske de l'université de Potsdam en Allemagne.
WR 102ka fut auparavant observée par le Two Micron All-Sky Survey (2MASS) dans les bandes du proche infrarouge J, H et Ks, à 1,2 µm, 1,58 µm et 2,2 µm respectivement.